# Stipa flavescens
Stipa flavescens är en gräsart som beskrevs av Jacques-Julien Houtou de La Billardière. Stipa flavescens ingår i släktet fjädergrässläktet, och familjen gräs. Inga underarter finns listade i Catalogue of Life.